# Julián Faivovich
Julián Faivovich (* 14. Januar 1975) ist ein argentinischer Herpetologe und Hochschullehrer.

## Leben
Faivovich schrieb sich 1994 für ein Grundstudium an der Fakultät für Naturwissenschaften der Universidad de Buenos Aires ein, das er 1999 mit der Bachelorarbeit Análisis cladístico de género Scinax (Amphibia, Anura, Hylidae), die von Gustavo J. Scrocchi betreut wurde, abschloss. 2002 erwarb er an derselben Universität den Master. 2005 wurde er mit der Dissertation The phylogenetic relationships of Scinax and other hylid frogs (Anura: Hylidae)  an der Columbia University und dem American Museum of Natural History in New York City zum Ph.D. promoviert. Nach zwei Jahren als Postdoc am Campus der Universidade Estadual Paulista in Rio Claro im Bundesstaat São Paulo, Brasilien, kehrte er 2008 nach Argentinien zurück, wo er Forscher und Kurator an der Abteilung Herpetologie des Museo Argentino de Ciencias Naturales Bernardino Rivadavia wurde, das vom Consejo Nacional de Investigaciones Científicas y Técnicas (CONICET) gefördert wird. Seit 2010 unterrichtet er als außerordentlicher Professor an der Fakultät für Naturwissenschaften der Universidad de Buenos Aires, wo er mehrere Dissertationen betreute.
Faivovich widmet sich der phylogenetischen Systematik, Evolution, Morphologie, Biologie und DNA-Sequenzierung der südamerikanischen Froschlurche, wobei er mit zahlreichen internationalen Fachkollegen wie Darrel R. Frost, Ronald A. Nussbaum, Axel Kwet, Jörn Köhler und Célio F. B. Haddad zusammenarbeitete.
2006 war er neben Ward C. Wheeler und Taran Grant Co-Autor des Buches Dynamic Homology and Phylogenetic Systematics: A Unified Approach Using POY.
Faivovich gehörte von 2022 bis 2024 dem Ratsgremium der Willi Hennig Society an.

## Dedikationsnamen
2007 benannten Cinthia A. Brasilero, Hilton M. Oyamaguchi und Celio F. B. Haddad die Art Ololygon faivovichi zu Ehren von Julián Faivovich.

## Erstbeschreibungen von Julián Faivovich
- Allophryne relicta Caramaschi, Orrico, Faivovich, Dias & Solé, 2013
- Atlantihyla Faivovich, Pereyra, Luna, Hertz, Blotto, Vásquez-Almazán, McCranie, Sánchez, Baêta, Araujo-Vieira, Köhler, Kubicki, Campbell, Frost, Wheeler & Haddad, 2018
- Boana aguilari (Lehr, Faivovich & Jungfer, 2010)
- Boana caipora (Antunes, Faivovich & Haddad, 2008)
- Boana cambui (Pinheiro, Pezzuti, Leite, Garcia, Haddad & Faivovich, 2016)
- Boana curupi (Garcia, Faivovich & Haddad, 2007)
- Boana nympha (Faivovich, Moravec, Cisneros-Heredia & Köhler, 2006)
- Bokermannohyla Faivovich, Haddad, Garcia, Frost, Campbell & Wheeler, 2005
- Bokermannohyla juiju Faivovich, Lugli, Lourenço & Haddad, 2009
- Bromeliohyla Faivovich, Haddad, Garcia, Frost, Campbell & Wheeler, 2005
- Charadrahyla Faivovich, Haddad, Garcia, Frost, Campbell & Wheeler, 2005
- Cruziohyla Faivovich, Haddad, Garcia, Frost, Campbell & Wheeler, 2005
- Dendropsophus bromeliaceus Ferreira, Faivovich, Beard & Pombal, 2015
- Dendropsophus ozzyi Orrico, Peloso, Sturaro, Silva, Neckel-Oliveira, Gordo, Faivovich & Haddad, 2014
- Dryaderces Jungfer, Faivovich, Padial, Castroviejo-Fisher, Lyra, Berneck, Iglesias, Kok, MacCulloch, Rodrigues, Verdade, Torres-Gastello, Chaparro, Valdujo, Reichle, Moravec, Gvoždík, Gagliardi-Urrutia, Ernst, De la Riva, Means, Lima, Señaris, Wheeler & Haddad, 2013
- Duttaphrynus Frost, Grant, Faivovich, Bain, Haas, Haddad, de Sá, Channing, Wilkinson, Donnellan, Raxworthy, Campbell, Blotto, Moler, Drewes, Nussbaum, Lynch, Green & Wheeler, 2006
- Ecnomiohyla Faivovich, Haddad, Garcia, Frost, Campbell & Wheeler, 2005
- Feihyla Frost, Grant, Faivovich, Bain, Haas, Haddad, de Sá, Channing, Wilkinson, Donnellan, Raxworthy, Campbell, Blotto, Moler, Drewes, Nussbaum, Lynch, Green & Wheeler, 2006
- Hyloscirtus antioquia Rivera-Correa & Faivovich, 2013
- Ingerophrynus Frost, Grant, Faivovich, Bain, Haas, Haddad, de Sá, Channing, Wilkinson, Donnellan, Raxworthy, Campbell, Blotto, Moler, Drewes, Nussbaum, Lynch, Green & Wheeler, 2006
- Isthmohyla Faivovich, Haddad, Garcia, Frost, Campbell & Wheeler, 2005
- Itapotihyla Faivovich, Haddad, Garcia, Frost, Campbell & Wheeler, 2005
- Julianus fontanarrosai (Baldo, Araujo-Vieira, Cardozo, Borteiro, Leal, Pereyra, Kolenc, Lyra, Garcia, Haddad & Faivovich, 2019)
- Megastomatohyla Faivovich, Haddad, Garcia, Frost, Campbell & Wheeler, 2005
- Melanophryniscus setiba Peloso, Faivovich, Grant, Gasparini & Haddad, 2012
- Myersiohyla Faivovich, Haddad, Garcia, Frost, Campbell & Wheeler, 2005
- Myersiohyla chamaeleo Faivovich, McDiarmid & Myers, 2013
- Myersiohyla neblinaria Faivovich, McDiarmid & Myers, 2013
- Nesorohyla Pinheiro, Kok, Noonan, Means, Haddad & Faivovich, 2018
- Ololygon aromothyella (Faivovich, 2005)
- Ololygon belloni (Faivovich, Gasparini & Haddad, 2010)
- Ololygon caissara (Lourenço, Zina, Catroli, Kasahara, Faivovich & Haddad, 2016)
- Ololygon garibaldiae (Lourenço, Lingnau, Haddad & Faivovich, 2019)
- Osteocephalus camufatus Jungfer, Verdade, Faivovich & Rodrigues, 2016
- Poyntonophrynus Frost, Grant, Faivovich, Bain, Haas, Haddad, de Sá, Channing, Wilkinson, Donnellan, Raxworthy, Campbell, Blotto, Moler, Drewes, Nussbaum, Lynch, Green & Wheeler, 2006
- Proceratophrys brauni Kwet & Faivovich, 2001
- Quilticohyla Faivovich, Pereyra, Luna, Hertz, Blotto, Vásquez-Almazán, McCranie, Sánchez, Baêta, Araujo-Vieira, Köhler, Kubicki, Campbell, Frost, Wheeler & Haddad, 2018
- Scinax haddadorum Araujo-Vieira, Valdujo & Faivovich, 2016
- Scinax ushiniauae Gagliardi-Urrutia, Araujo-Vieira, Padial, Simões, Faivovich & Castroviejo-Fisher, 2024
- Tlalocohyla Faivovich, Haddad, Garcia, Frost, Campbell & Wheeler, 2005
- Vandijkophrynus Frost, Grant, Faivovich, Bain, Haas, Haddad, de Sá, Channing, Wilkinson, Donnellan, Raxworthy, Campbell, Blotto, Moler, Drewes, Nussbaum, Lynch, Green & Wheeler, 2006